# Santo Domingo Petapa
Santo Domingo Petapa es una localidad del estado de Oaxaca, México, dentro del Distrito de Juchitán, cabecera municipal del municipio homónimo.

## Tiponomía
Petlapa o petapa significa "En o sobre las esteras" se compone de petlatl "estera, petate" y de pan "en o sobre".

## Historia
La localidad de Santo Domingo Petapa (Oaxaca) fue fundada en el año 1525.
- 1525: Fundación del pueblo.
- 1826: Santo Domingo Petapa pertenece al partido de la Villa de Tehuantepec.
- 1844: Santo Domingo Petapa es poblado de la parroquia de Petapa, subprefectura de Petapa distrito de Tehuantepec.
- 1858: Santo Domingo Petapa pertenece al distrito de Juchitán.
- 1870: Santo Domingo Petapa forma parte del nuevo distrito de Santa María Petapa.
- 1872: Santo Domingo Petapa se agrega al distrito de Juchitán por suprimirse el distrito de Petapa.
- 1891: Santo Domingo Petapa es ayuntamiento del distrito de Juchitán.

## Tradiciones
Fiesta Patronal de Santo Domingo, se realiza del 31 de julio al 6 de agosto.
También se celebran otras fiestas como, el 3 de mayo en honor a la Santa Cruz, el 8 de diciembre en honor a la Purisima Concepción, en los últimos años se empieza a celebrar otras festividades en honor a la virgen del Rosario y San Judas Tadeo.
Se celebran calendas, convites, juegos artificiales, regada de frutas, torneos deportivos, desfile a caballo, juegos mecánicos, tianguis y los muy conocidos bailes populares.

## Lugar de interés
Las Grutas Lázaro Cárdenas que se localizan a 3 kilómetros al norte de la población; destacan por la abundancia de formaciones caprichosas, conocidas como estalactitas y estalagmitas